# Miguel Faivre
Miguel Faivre (fl. XX secolo) è stato un calciatore argentino, di ruolo attaccante.

## Caratteristiche tecniche
Giocava come ala destra.

## Carriera

### Club
Faivre iniziò la propria carriera a Rosario: fece parte della rosa del Gimnasia y Esgrima almeno dal 1917 al 1919, partecipando alla Copa Intendente Nicasio Vila. Nel 1920 giocò per il Porteño, passando dalla massima serie rosarina a quella nazionale.

### Nazionale
Nel 1919 fu convocato per il Campeonato Sudamericano: in tale competizione, però, non esordì mai.